# Kaarlo Mikkolainen
Kaarlo Mikkolainen (Ylöjärvi, 9 de janeiro de 1883 — Tampere, 28 de março de 1928) foi um ginasta finlandês que competiu em provas de ginástica artística pela nação.
Mikkolainen é o detentor de uma medalha olímpica, conquistada na edição de 1908, nos Jogos de Londres. Na ocasião, ao lado de outros 25 companheiros, conquistou a medalha de bronze, após ser superado pelas nações da Suécia, de Sven Landberg, medalhista de ouro, e Noruega, segunda colocada.